# Gaurenopsis conspicua
Gaurenopsis conspicua är en fjärilsart som beskrevs av John Henry Leech 1900. Gaurenopsis conspicua ingår i släktet Gaurenopsis och familjen nattflyn. Inga underarter finns listade i Catalogue of Life.